# Gul felilja
Gul felilja (Prosartes lanuginosa) är en växtart i släktet Prosartes och familjen liljeväxter. Den beskrevs först som Streptopus lanuginosus av André Michaux 1803, och fick sitt nu gällande namn av David Don 1839. Ett äldre svenskt trivialnamn är ludet hundbär.
Arten är en flerårig ört som i vilt tillstånd förekommer i östra Nordamerika, från Ontario i norr till Alabama och Georgia i söder. Den odlas även som prydnadsväxt.